# 마추픽추친칠라쥐
마추픽추친칠라쥐(Cuscomys oblativus)는 친칠라쥐과에 속하는 설치류의 일종이다. 남아메리카 친칠라쥐류 중에서 가장 큰 종이다. 1912년 페루 탐사에서 해골 형태로 발견되었다. 페루 마추 픽추 유적지의 고대 잉카 무덤에 사람들과 함께 매장된 상태로 발견되었다. 2008년 국제 자연 보전 연맹(IUCN)이 멸종된 종으로 간주했지만, 2016년 정보부족종으로 보전 등급을 수정했다. 2009년 말에 마추픽추친칠라쥐로 보이는 설치류 사진이 마추 픽추에서 촬영되었으며, 이 발견은 2014년 분명히 확인되었다. 원래는 친칠라쥐속으로 분류했지만, 최근의 연구 결과는 1999년 이전에 과학적으로 알려지지 않았던 아샤닝카친칠라쥐의 근연종으로 보고 있다.